# José Domingues dos Santos

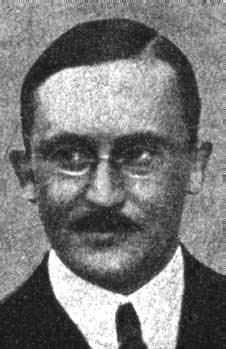
José Domingues dos Santos

José Domingues dos Santos (Lavra, 5 augustus 1885 - Porto, 16 augustus 1958) was een Portugees politicus en premier tijdens de Eerste Portugese Republiek.

## Levensloop

### Studies en beroepsloopbaan
Hij stamde uit een eenvoudige boerenfamilie. Na zijn schoolopleiding ging hij onderwijs volgen aan het theologische seminarie van Porto, waarna hij rechtswetenschappen ging studeren aan de Universiteit van Coimbra. Na het einde van zijn studies ging dos Santos werken als advocaat in Porto en als professor aan het Industrie- en Handelsinstituut. In 1918 werd hij vervolgens professor aan het Opperste Handelsinstituut van Porto. Sinds 1922 was hij vrijmetselaar.

### Eerste Portugese Republiek enEerste Wereldoorlog
Als overtuigde republikein en democraat met overwegend liberale ingesteldheid op de essentiële politieke vragen in zijn tijd werd hij actief bij de Democratische Partij (PD).
In 1918 werd hij voor het eerst verkozen tot afgevaardigde in de Assembleia da República, wat hij bleef tot in 1926. Binnen de PD vervulde hij meerdere belangrijke posities en tegelijkertijd richtte hij de in Porto verschenen krant A Tribuna op, dat uitgegeven werd onder het motto Alle dictators, links of rechts, zijn mensen om te haten.
Nadat hoofdman Paiva Couceiro op 19 januari 1918 in Porto de monarchie van het noorden had uitgeroepen, volgde er al gauw een tegenputsch onder het commando van hoofdman João Maria Sarmento Pimentel. Nadat die in februari 1918 het gebouw van de burgerlijke regering van Porto bezet had, werd dos Santos uitgeroepen tot burgerlijk gouverneur van Porto.

### Ministerfuncties
Weinige maanden nadien werd hij op 28 juli 1919 door premier Alfredo de Sá Cardoso benoemd tot minister van Arbeid en Sociale Welvaart in een door de PD gedomineerde regering. Als minister kreeg hij te maken met een klimaat van conflicten over het arbeidsrecht en over het anarchosyndicalisme. Tijdens zijn ambtsperiode moest hij een op 3 juni 1919 begonnen staking van machinisten helpen oplossen. De staking liep echter uit de hand en leidde tot een bomaanslag in het station Rossio en vuurgevechten in de spoorwegstad Entroncamento. Uiteindelijk kon de staking door een massieve interventie op 1 september 1919 beëindigd worden.
Wegens de conflicten en het geweld binnen de republikeinen was het vrijwel onmogelijk om een stabiele regering te vormen, zodat de regering van Sá Cardoso op 15 januari 1920 moest aftreden. Dos Santos zelf bleef echter minister van Arbeid en Sociale Welvaart tot en met 26 juni 1920. Dit was in de regeringen van Francisco Fernandes Costa (het zogenaamde "kabinet van vijf minuten"), Sá Cardoso, Domingos Leite Pereira, António Maria Baptista en José Ramos Preto.
Vervolgens werd hij minister van Handel en Communicatie in de regering van António Maria da Silva. Toen deze regering op 19 juli 1920 aftrad, werd hij opnieuw professor aan het Opperste Handelsinstituut van Porto.
Op 30 november 1920 werd hij opnieuw minister van Arbeid en Sociale Welvaart in de regering van Liberato Ribeiro Pinto. Dit bleef hij tot en met 23 mei 1921, ook nadat Bernardino Machado op 2 mei 1921 premier van Portugal was geworden. Op 18 december 1923 werd hij door premier Álvaro de Castro benoemd tot minister van Justitie. Hij oefende dit mandaat, ook na de regeringsovername door Alfredo Rodrigues Gaspar, uit tot en met 7 juli 1924.

### Premierschap en laatste levensjaren
Wegens de toename van de sociale problemen en door de onmogelijkheid van de zwakke, instabiele regeringen om sociale hervormingen door te voeren, nam in de daaropvolgende maanden het risico van opstanden toe. Rond deze tijd smeekten het Raadgevend Comité en de kopstukken van de PD toenmalig president Manuel Teixeira Gomes om dos Santos met de vorming van een regering te belasten. Op 22 november 1924 werd hij tot premier benoemd en tegelijkertijd nam hij het ministerschap van Binnenlandse Zaken over.
Rond deze tijd kwam het tot een sterke blokkade in de regeringsgebieden en als gevolg hierdoor vormden politici aan rechtse zijde partijen zoals de Unie der Belangen van de Economie (União dos Interesses Económicos) en de Vereniging van de Landbouw (Associação Central da Agricultura Portuguesa). Ook het partijspectrum van de linkse republikeinen begon te radicaliseren, wat tot een grote crisis binnen de regering leidde. Toen er op 11 februari 1925 een vertrouwensstemming over de regering van dos Santos kwam, kreeg de regering maar 45 van de 110 parlementsleden (11 te kort voor een meerderheid) achter zich. Op 15 februari 1925 nam zijn regering ontslag. Hoewel hij maar vier maanden premier was, was zijn regering erg productief en had de regering veel ministeriële decreten door het parlement gejaagd.
Na zijn aftreden begon hij zich te bemoeien met de leiding van de linkse vleugel binnen de PD, wat voor een breuk met de meer gematigde fractie van de partij onder leiding van António Maria da Silva zorgde. Als gevolg hiervan werd hij in augustus 1925 de partijvoorzitter van de in 1920 opgerichte Republikeinse Partij van Democratisch Links (Partido Republicano da Esquerda Democrática). Zijn krant A Tribuna werd de partijkrant van deze partij en hij pleitte in deze krant om het monopolie en de onderverdeling van het latifundium in Portugal tegen te gaan.
Na de militaire putsch van 28 mei 1926 en het daaropvolgende einde van de Eerste Republiek en het begin van de militaire dictatuur, werden de democratische vrijheden afgeschaft en alle politieke partijen verboden. Op 3 februari 1927 nam hij deel aan een republikeins oproer om de situatie van voor de putsch te herstellen. Het oproer eindigde echter in een bloedbad en vervolgens moest dos Santos in ballingschap gaan naar Frankrijk.
In Parijs streed hij verder tegen de Portugese dictatuur en werd hij een van de medeoprichters van de Liga voor de Verdediging van de Republiek (Liga de Defesa da República), de zogenaamde Liga van Parijs. Hiertoe behoorden ook andere democratische politici zoals Afonso Costa, Bernardino Machado, Jaime Cortesão, António Sérgio de Sousa en Álvaro de Castro. Tot aan het begin van de jaren 1950 bleef hij in zijn commentaar in Franse kranten en op de Franse omroep een actieve tegenstanders van de Estado Novo van António de Oliveira Salazar. Daarnaast schreef hij onder het pseudoniem José d'Além ook artikels in de Portugese pers.
In 1954 kreeg hij de toelating om terug te keren naar Portugal, om vier jaar later te sterven in Porto.

### Herdenking
In zijn geboortedorp Lavra werd er een school naar hem vernoemd.
In 1980 werd hij voor zijn politiek werk geëerd door een heruitgave van een postzegel van de Portugese Post in de reeks "Grote gezichten van het republikeinse idee" (Grandes Vultos do Pensamento Republicano).
- Bibliothèque nationale de France: cb167107846 (data)
- Gemeinsame Normdatei: 1035215136
- International Standard Name Identifier: 0000 0000 6838 3213
- Library of Congress Control Number: no2013129839
- Virtual International Authority File: 98817021
- WorldCat: E39PBJbCVjgcTGK4qBqpym8XBP